# Uhřice u Kyjova
Uhřice (deutsch Auherschitz, früher Uhrzitz bzw. Uhritz) ist eine Gemeinde in Tschechien. Sie liegt sechs Kilometer westlich von Ždánice und gehört zum Okres Hodonín.

## Geographie

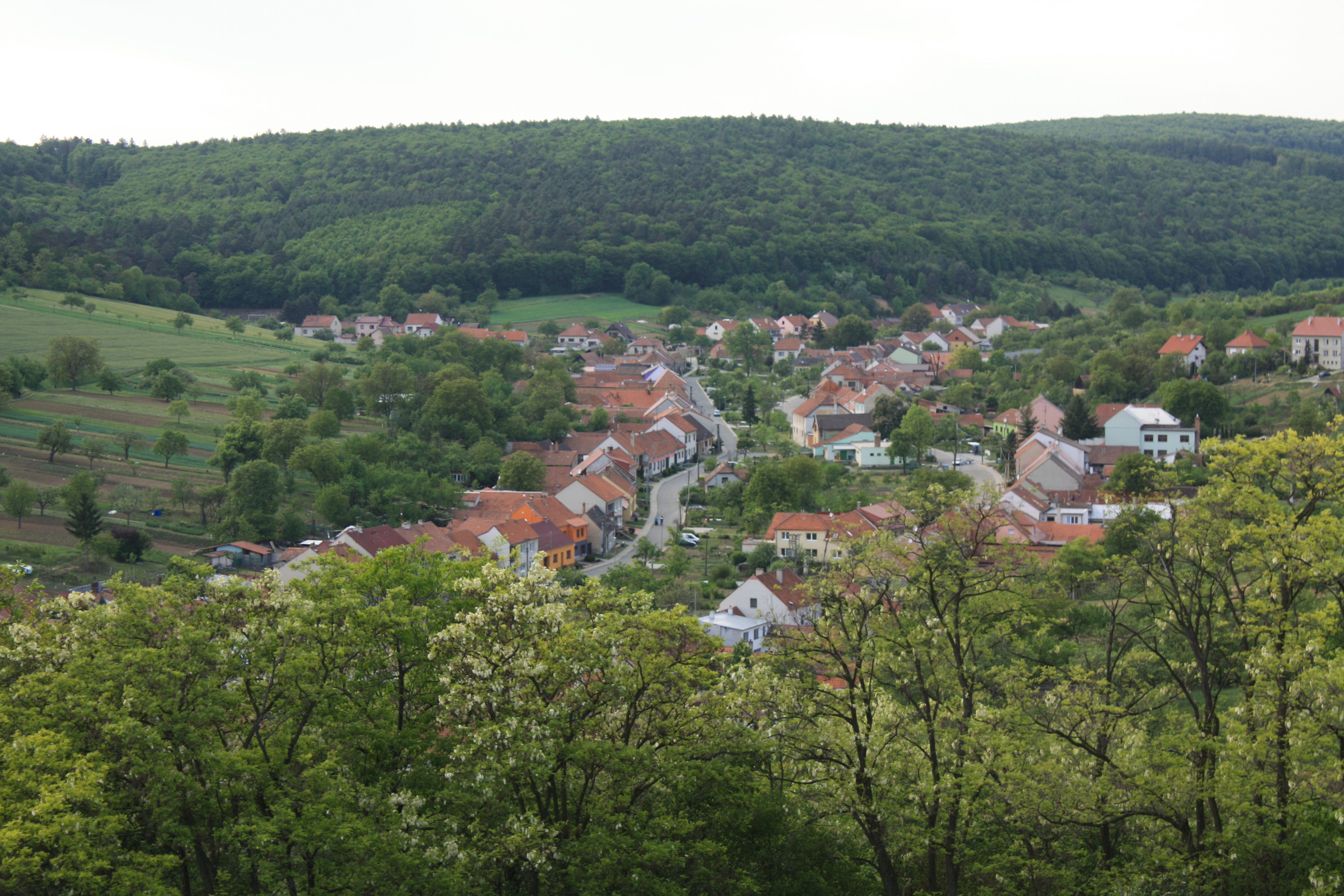
Ortsansicht

Uhřice erstreckt sich am südlichen Fuße des Ždánický les am Übergang zur Dambořická vrchovina im Tal des Baches Vápenka. Nördlich erhebt sich der Romenov, nordöstlich die Nové hory (415 m) und Maliny (371 m), im Osten der Petrovec (298 m), westlich der Šumberk (323 m) und im Nordwesten die Písečná (374 m). Östlich des Dorfes verläuft die Staatsstraße I/54 von Slavkov u Brna nach Kyjov. Gegen Nordwesten liegt die mittelalterliche Wüstung Mezilesice. Das Dorf liegt im Naturpark Ždánický les.
Nachbarorte sind Nížkovice, Heršpice, Jalový Dvůr und Zdravá Voda im Norden, Silničná im Nordosten, Žarošice im Südosten, Janův Dvůr, Násedlovice und Čtvrtě im Süden, Dambořice im Südwesten, Bošovice im Westen sowie Lovčičky und Kobeřice u Brna im Nordwesten.

## Geschichte
Legenden zufolge soll Uhřice zu Zeiten Großmährens eine bedeutsame Ansiedlung gewesen sein. Angeblich hat Method von Saloniki auf dem erhöhten Platz über dem Dorf, wo sich heute die Kirche befindet, eine hölzerne Basilika geweiht.
Die erste schriftliche Erwähnung des Dorfes erfolgte im Jahre 1336 im Zusammenhang mit einem Vršek von Uhřice. Zu dieser Zeit waren die Güter unter verschiedenen Besitzern aufgeteilt. Angeblich soll bereits 1368 die Feste bestanden haben. Im Jahre 1392 ist Přeček von Uhřice als alleiniger Grundherr nachweisbar. 1419 erwarb der Vladike Václav Racek von Mrdice die Uhřicer Güter. Das utraquistische Geschlecht hielt Uhřice bis zum Tode von Jaroslav Racek von Mrdice und Uhřice im Jahre 1545. Nächster Besitzer wurde Znáta von Víckov, der 1547 die Feste instand setzen ließ. Zur Feste gehörten eine Brauerei, ein Kelterhaus mit Weinkellern sowie Weinberge an der Paní hora und der Teich Žabák.
1590 erwarb der Katholik Johann Christoph Jager von Poysbrunn Uhřice. Er ließ die Kirche instand setzen und ein Pfarrhaus erbauen. Nach Jagers Tod im Jahre 1605 erbte zunächst die Witwe Anna Salomena Uhřice und Otnice. Sie verstarb wenig später und beide Güter fielen Jagers Onkel Martin Christoph Grafenstauer zu. 1630 verkaufte Jagers Tochter Anna Salomena Podstatzky von Prusinowitz Uhřice an Maximilian von Liechtenstein, der das Gut seiner Herrschaft Steinitz zuschlug. Die Feste erlosch wahrscheinlich 1645 bei der Besetzung durch die Schweden. Am 4. Dezember 1805 trafen sich Napoleon Bonaparte und Kaiser Franz II. nach der Schlacht bei Austerlitz unter einer Linde bei der Mühle Spálený mlýn zu Friedensverhandlungen. Im 19. Jahrhundert entstand drei Kilometer südöstlich des Dorfes um den von den Liechtensteinern angelegten Hof Nový dvůr die Ansiedlung Janův Dvůr. Bis zur Mitte des 19. Jahrhunderts blieb Uhřice immer nach Ždánice untertänig.
Nach der Aufhebung der Patrimonialherrschaften bildete Uhřice/Uhritz ab 1850 eine Gemeinde in der Bezirkshauptmannschaft Gaya und dem Gerichtsbezirk Steinitz. 1906 begann der Bau der 26 km langen Bahnstrecke Čejč–Ždánice, die 1908 eröffnet wurde. Nach der Aufhebung des Okres Kyjov wurde der Ort 1960 dem Okres Hodonín zugeordnet. 1998 wurde der Personentransport auf der Eisenbahnstrecke Čejč–Ždánice eingestellt und der Abschnitt zwischen Uhřice und Ždánice 2006 gänzlich stillgelegt. Im Jahre 2001 wurde an der Paní hora die Erdölförderung aufgenommen. Katholischer und evangelischer Pfarrort ist jeweils Dambořice.

## Gemeindegliederung
Für die Gemeinde Uhřice sind keine Ortsteile ausgewiesen. Zu Uhřice gehört die Ansiedlung Janův Dvůr.

## Sehenswürdigkeiten
- Kirche Johannes des Täufers, erbaut in der 1. Hälfte des 14. Jahrhunderts. Der seit 1371 urkundlich nachweisbare Bau wurde im 15. Jahrhundert um einen niedrigen Turmanbau erweitert. Ihre heutige Gestalt im Stil der Spätrenaissance erhielt sie im 16. Jahrhundert. Im 17. Jahrhundert wurde der Turm erhöht. In der Wand bei der Kanzel befindet sich die Grabtafel für Johann Christoph Jager von Poysbrunn, der 1605 in der Krypta beigesetzt worden ist. In der im Fußboden in der Mitte des Schiffes befindlichen Krypta wurde 1535 als erstes Jiřík Racek von Mrdice und Uhřice bestattet, zehn Jahre danach auch Jaroslav Racek.
- Statue des hl. Johannes von Nepomuk, die Rokokoskultur wurde wahrscheinlich nach 1750 von Andreas Schweigel geschaffen.
- Nischenkapelle mit Statue des hl. Florian, aus dem 19. Jahrhundert
- Denkmal für die Gefallenen beider Weltkriege
- Quellbrunn am Hang des Hügels Romenov
- Statue im Wald Zadní borky, die über zwei Meter hohe Figur stellt eine verkleinerte Nachbildung eines Moai dar.
- Gedenktafel am Janův Dvůr an das Zwei-Kaiser-Treffen von 1805. Die im Jahre 1900 angebrachte Tafel aus schwedischen Syenit erinnert an die Zusammenkunft zwischen Napoleon Bonaparte und Kaiser Franz II. am 4. Dezember 1805 nach der Schlacht bei Austerlitz unter einer Linde bei der damaligen Mühle Spálený mlýn zu Friedensverhandlungen.